# Libertus (fyr)
Libertus (även kallad Liberta) är en kuturminnesmärkt fyr på ön Libertas i ögruppen Fjäderholmarna söder om Lidingö. Libertus var den sista acetylendrivna AGA-fyren med Gustaf Daléns klippljusapparat av typ KMD-130 som var i drift. 

## Beskrivning
Libertas fyr tändes den 6 juli 1931 sedan Kungl. Lotsstyrelsen den 27 januari samma år givit Stockholms Hamnstyrelse rätt att anordna två 6:e ordningens AGA-fyrar i stadens hamninlopp, kallade Värtagrundet respektive Libertas. Samtidigt drogs en tidigare fyr vid Loudden in.
Libertas fyr var den sista på ursprunglig plats, i kontinuerlig drift arbetande gasfyrarna i världen, och är enligt Sjöfartsverket ensam i sitt slag i Sverige. Anläggningen är sedan 1995 en av Lidingös nio byggnadsminnesmärkta byggnader.
I juli 2010 byggdes fyren till sist om till solpaneldrift.